# Johann Isaac Hoffmann
Johann Isaac Hoffmann (* 22. Dezember 1751 in Frankfurt am Main; † 19. Juli 1834 ebenda) war ein Politiker der Freien Stadt Frankfurt.
Johann Isaac Hoffmann war der Sohn des Syndikus Friedrich Reinhard Hoffmann und dessen Ehefrau Magdalene geborene Göring. Er studierte ab 1771 Rechtswissenschaften an der Universität Göttingen und 1774 an der Universität Gießen, wo er im gleichen Jahr pro gradu disputierte. Danach wurde er Advokat in Frankfurt am Main. 1778 bis 1787 war er Akzessist beim Stadtarchiv Frankfurt am Main.
Von 1793 bis 1816 war er als Senator und ab 1816 als Schöffe Mitglied im Rat der Reichsstadt Frankfurt bzw. im Senat der Freien Stadt Frankfurt. 1803, 1806 bis 1810 war er Jüngerer Bürgermeister. Später war er Appellationsgerichtsrat am Appellationsgericht Frankfurt am Main. Er gehörte dem Gesetzgebenden Körper an. 